# Autodeterminação (direito humano)
Autodeterminação é um dos princípios fundamentais dos direitos humanos e significa autonomia, abrangendo autorresponsabilidade, autorregulação e livre-arbítrio de um ser humano. O contrário de autonomia é heteronomia.
No contexto do direito internacional, a autodeterminação dos povos, termo cunhado pelo presidente dos Estados Unidos da América Thomas Woodrow Wilson (1912 a 1921), é o direito de um povo à soberania e a liberdade de decidir, independentemente de influências estrangeiras, sobre sua forma de governo, seu sistema de governo e o seu desenvolvimento econômico, social e cultural.
O direito à autodeterminação vem consagrado no Artigo 1º da Convenção Internacional sobre Direitos Económicos, Sociais e Culturais e na Convenção Internacional sobre Direitos Cívicos e Políticos. Ambas afirmam: "Todos os povos têm o direito à sua autodeterminação. Em virtude deste direito, podem livremente determinar o seu estatuto político e prosseguir livremente o seu desenvolvimento económico, social e cultural."